# Tobias Faix
Tobias Faix (* 1969) ist ein deutscher evangelischer Theologe und Sachbuchautor. Er ist Rektor an der CVJM-Hochschule in Kassel und Professor für Praktische Theologie mit den Schwerpunkten Gemeindepädagogik, interkulturelle und empirische Theologie. Außerdem ist er außerordentlicher Professor an der staatlichen Universität von Südafrika.

## Leben
Faix studierte Theologie an der Biblisch-Theologischen Akademie Wiedenest und der Akademie für Weltmission Korntal, einem Partnerinstitut der christlichen Columbia International University (South Carolina, USA), und promovierte an der Universität von Südafrika im Bereich empirischer Missionswissenschaft. Von 1997 bis 2005 war er Jugendpastor und Pastor der freien „Evangelischen Gemeinde Eben Ezer e. V.“ in St. Georgen im Schwarzwald. Von 2005 bis 2015 lehrte er am Marburger Bildungs- und Studienzentrum Gemeindepädagogik und Missionswissenschaft und leitete dort den Masterstudiengang Transformationsstudien. Seit 2013 ist er außerordentlicher Professor am Department Missionswissenschaft, Kirchengeschichte und christliche Spiritualität an der Universität von Südafrika.
Seit September 2015 ist er Professor für Praktische Theologie mit den Schwerpunkten Gemeindepädagogik, interkulturelle und empirische Theologie an der CVJM-Hochschule in Kassel. Dort leitet er zudem das Forschungsinstitut empirica für Jugend, Kultur und Religion.
Seit 1. Dezember 2023 ist er zusätzlich Rektor der CVJM-Hochschule.

## Öffentliches Wirken
2007 gründete er das Forschungsinstitut empirica für Jugend, Kultur und Religion, dessen Forschungsschwerpunkt auf der empirischen Jugendforschung sowie der Korrelation von Lebenswelt und Religion liegt. Zusammen mit dem Pfarrer Stefan Pahl gründete Faix das „Christliche Mentoring Netzwerk“, dessen Vorstand er leitete. Kirchlich engagiert sich Faix in der Kreissynode Marburg-Biedenkopf und als berufenes Mitglied in der Landessynode der EKKW. Dazu engagiert er sich in der Steuergruppe des Reformprozesses der EKKW. Außerdem ist er in der Steuergruppe des Kammernetzwerkes der EKD und leitet dort die Arbeitsgruppe für sozial-ökologische Transformation.

## Transformationsstudien
Bekannt wurde Faix in Deutschland durch die Gründung der Transformationsstudien, eines interdisziplinären Masterstudiengangs, der Forschung zu den aktuellen Veränderungsprozessen in Gesellschaft, Theologie und Kirche fördert, um Fach- und Führungskräfte zu befähigen, Veränderungsprozesse aktiv und kreativ zu gestalten und soziale Innovation anzuregen. Der Masterstudiengang „Transformationsstudien: Öffentliche Theologie & Soziale Arbeit“ ist an der CVJM-Hochschule in Kassel angegliedert und will in Zeiten des christlichen Traditionsabbruchs Kirchen und Gemeinden helfen, gesellschaftsrelevant und profilorientiert tätig zu werden.
Die von Faix initiierte und von Johannes Reimer mitverantwortete akademische Reihe „Transformationsstudien“ umfasst mittlerweile neun Bände und wird aktuell in mehrere Sprachen übersetzt (portugiesisch, englisch, russisch und chinesisch). 2021 erschienen die ersten Bände der Reihe 'Interdisziplinäre Studien zur Transformation' („IST-Reihe“), die in Zusammenarbeit mit dem Studiengang Transformationsstudien für Öffentliche Theologie & Soziale Arbeit an der CVJM-Hochschule von Sandra Bils, Thorsten Dietz, Tobias Faix, Tobias Künkler, Sabrina Müller herausgegeben werden. Die „IST-Reihe“ beschäftigt sich mit den gesellschaftlichen Transformationen und fragt, welche Chancen und Herausforderungen sich daraus für Kirche und Glaubenspraxis ergeben. Band 1 legt mit dem „Handbuch Transformation. Ein Schlüssel zum Wandel von Kirche und Gesellschaft“ eine interdisziplinäre Grundlage vor, während Band 2 ein Konzept einer „Transformativen Ethik“ entwirft. In Band 3 beschäftigt sich mit einer „Transformative Homiletik - Jenseits der Kanzel: (M)achtsam predigen in einer sich verändernden Welt“ und wurde von Sabrina Müller und Jasmine Suhner verfasst. Im März 2025 erscheint der zweite Band (2/2) der Transformativen Ethik „Wege zur Liebe: Eine Sexualethik zum Selberdenken.“

## Forschung
Mit dem Forschungsinstitut empirica für Jugend, Kultur und Religion hat Tobias Faix in den letzten Jahren einen wichtigen Beitrag zur Erforschung der Gruppe der hochreligiösen Christinnen und Christen im deutschsprachigen Raum geleistet. Der Begriff der Hochreligiosität geht auf eins der etabliertesten Verfahren zur Messung von Religiosität, der Zentralitätsskala von Stefan Huber, zurück. Dabei werden die Intensität und Zentralität von Religiosität entlang von sechs Dimensionen erfasst: Glaubensinhalte, private Glaubenspraxis, öffentliche Glaubenspraxis, Erfahrung, Intellekt und Konsequenzen für den Alltag. Entlang des unterschiedlichen Grades der Intensität der Religiosität kann so zwischen hochreligiösen, religiösen und nichtreligiösen Personen unterschieden werden. Dieses Messverfahren ist durch seine zahlreiche Anwendung in über 100 Studien in 25 Ländern, u. a. im Bertelsmann Religionsmonitor, international etabliert. Mit dem Forschungsinstitut empirica wurden in den letzten Jahren verschiedene hochreligiöse Gruppen wie Jugendliche und junge Erwachsene, Singles oder Familien untersucht und wertvolle Ergebnisse im Blick auf die Glaubenspraxis, Theologie, Ethik und die Kirchenbindung herausgearbeitet.

## Podcast „Karte & Gebiet“
Zusammen mit Thorsten Dietz erscheint seit 2021 der Ethikpodcast „Karte & Gebiet“. Mit dem Ansatz einer „Ethik zum Selberdenken“ diskutieren die beiden Theologen seit vier Staffeln ethische Themen der Gegenwart von Friedensethik über Transidentität bis selbstbestimmtes Sterben. Aber auch ethische Klassiker wie Aristoteles oder Kant werden diskutiert und befragt, wie sie heute helfen ethische Entscheidungen zu treffen. Dabei leitet die Metapher von „Karte & Gebiet“ den Podcast. Gebiet beschreibt dabei die sich wandelnde Gegenwart und Karte die Bibel als hilfreicher Orientierungspunkt in einer zunehmend polarisierenden Gesellschaft.

## Privates
Faix ist verheiratet und lebt mit seiner Familie in Marburg. Sein Vater ist der Theologe Wilhelm Faix.

## Mitgliedschaften
- WGTH Wissenschaftliche Gesellschaft für Theologie (seit 2023)[24]
- IAPT International Academy of Practical Theology (seit 2017)[25]
- DGMW Deutsche Gesellschaft für Missionswissenschaft (seit 2015)[25]
- IAMS International Association for Mission Studies (seit 2015)[25]
- IASYM International Association for the Study of Youth Ministry (seit 2014)[25]
- ISERT International Society for Empirical Research in Theology (seit 2012)[26]

## Veröffentlichungen (Auswahl)

### Bücher
- Mentoring leben: Menschen durch Begleitung fördern. Down to Earth, Berlin 2015, ISBN 978-3-86270-928-1.
- Logbuch Berufung: Navigationshilfen für ein gelingendes Leben. Neufeld, Schwarzenfeld 2013, ISBN 978-3-86827-411-0.
- DranStudie 19plus Junge Erwachsene & Gemeinde. Die Forschungsergebnisse. Eine deutschlandweite Erhebung unter jungen Erwachsenen im Alter von 19 bis 29 Jahren. Bundes-Verlag, Witten 2010.
- Teeniearbeit kreativ. Aussaat, Neukirchen 2010. 4. Auflage, ISBN 978-3-7615-5119-6.

### Mitautor und Herausgeber
- mit Anna-Lena Moselewski: 10.000 Gründe für Lobpreis. Ein Plädoyer für mehr Vielfalt in Sprache, Theologie und Musik – Impulse und Ideen für die Praxis, Neukirchener Verlag, Neukirchen-Vluyn 2023, ISBN 978-3-7615-6936-8.
- mit Johanna Weddigen: Date your singles! Wie Gemeinden und Singles endlich zueinanderfinden. Ein Buch zur Empirica-Single-Studie, SCM R. Brockhaus, Holzgerlingen 2022, ISBN 978-3-417-00032-0.
- mit Tobias Künkler: Handbuch Transformation: ein Schlüssel zum Wandel von Kirche und Gesellschaft, Neukirchener Verlag, Neukirchen-Vluyn 2021, ISBN 978-3-7615-6773-9.
- mit Thorsten Dietz: Transformative Ethik – Wege zum Leben. Einführung in eine Ethik zum Selberdenken, Neukirchener Verlag, Neukirchen-Vluyn 2021, ISBN 978-3-7615-6775-3.
- mit Sabrina Müller, Sandra Bils, Tobias Künkler und Thorsten Dietz: Handbuch Transformation: Schlüssel zum Verständnis von Kirche und Gesellschaft (Bd. 1). Neukirchener Verlag, Neukirchen 2021, ISBN 978-3-7615-6773-9.
- mit Sabrina Müller, Sandra Bild, Tobias Künkler und Thorsten Dietz: Transformative Ethik: Wege zum Leben (Bd. 2). Neukirchener Verlag, Neukirchen 2021, ISBN 978-3-7615-6775-3.
- mit Tobias Künkler und Johanna Weddigen: Christliche Singles: Wie sie leben, glauben und lieben. SCM R.Brockhaus, Witten 2020, ISBN 978-3-417-26903-1.
- mit Stefan Jung und Tobias Künkler: Evangelisch Hochreligiöse im Diskurs, Kohlhammer Verlag, Stuttgart 2020, ISBN 978-3-17-037484-3.
- Volker Kessler, Tobias Faix, Andreas Heiser, Elke Meier (Hrsg.): Mission – Die Welt versöhnen. Festschrift für Johannes Reimer. LIT Verlag, 2020, ISBN 978-3-643-14745-5.
- mit Carolin Crämer: Gemeinsam Gemeinde gestalten. Jugendliches Potenzial entdecken und miteinander zukunftsfähig werden – Mit Mentoringkonzept für die ganze Gemeinde, Neukirchener Verlag, Neukirchen-Vluyn 2020, ISBN 978-3-7615-6697-8.
- mit Johannes Reimer und G. J. van Wyngaard: Reconciliation: Christian Perspectives – Interdisciplinary Approaches, LIT Verlag, Münster 2020, ISBN 978-3-643-91303-6.
- Hrsg. mit David Gutmann, Fabian Peters, André Kendel und Ulrich Riegel: Kirche – ja bitte! Innovative Modelle und strategische Perspektiven gelungener Mitgliederorientierung. 2. Aufl. Neukirchener Verlag, Neukirchen-Vluyn 2020. ISBN 3-7615-6667-0.
- mit Tobias Künkler: Generation Lobpreis und die Zukunft der Kirche. Das Buch zur empirica Jugendstudie 2018. Neukirchener Verlag, Neukirchen 2018. ISBN 978-3-7615-6542-1.
- Hrsg. mit Florian Karcher: Praxisbuch Teenagerarbeit. Wichtige Grundlagen, kreative Methoden, innovative Ideen. Neukirchener Verlag, Neukirchen 2017. ISBN 978-3-7615-6485-1.
- Hrsg. mit Tobias Künkler und Damaris Müller: Frei erziehen – Halt geben. Christliche Erziehung für unperfekte Eltern. Ein Praxisbuch. SCM R. Brockhaus, Witten 2017. ISBN 978-3-417-26828-7.
- mit Tobias Künkler: Zwischen Furcht und Freiheit. Das Dilemma der christlichen Erziehung. SCM R. Brockhaus, Witten 2017. ISBN 978-3-417-26813-3.
- mit Thomas Kröck und Dietmar Roller: Ein Schrei nach Gerechtigkeit. Francke, Marburg 2016. ISBN 978-3-86827-578-0.
- Hrsg. mit Ulrich Riegel und Tobias Künkler: Theologien von Jugendlichen. Empirische Erkundungen zu theologisch relevanten Konstruktionen Jugendlicher. Empirische Theologie, Bd. 27. LIT Verlag, Berlin 2015. ISBN 978-3-643-13052-5.
- mit Martin Hofmann und Tobias Künkler: Warum wir mündig glauben dürfen: Wege zu einem widerstandsfähigen Glauben. SCM R. Brockhaus, Witten 2015. ISBN 978-3-417-26664-1.
- mit Martin Hofmann und Tobias Künkler: Warum ich nicht mehr glaube: Wenn junge Erwachsene den Glauben verlieren. SCM R. Brockhaus, Witten 2014. ISBN 978-3-417-26583-5.
- Hrsg. mit Steve Volke, Rolf Zwick, Dietmar Roller und der Micha-Initiative Deutschland: Hoffnung für alle. Die Gerechtigkeitsbibel. Die komplette Bibel mit mehr als 3000 hervorgehobenen Versen zu Armut und Gerechtigkeit. Brunnen, Gießen 2013. ISBN 978-3-7655-6185-6.
- mit Volker Brecht, Tobias Müller und Stefan Bösner: Tat. Ort. Glaube. 21 inspirierende Praxisbeispiele zwischen Gemeinde und Gesellschaft. Francke, Marburg 2013. ISBN 978-3-86827-385-4.
- mit Udo Bußmann und Silke Gütlich: Wenn Jugendliche über Glauben reden – Gemeinsame Erfahrungsräume gestalten: Ein Praxisbuch für die JugendarbeitBasierend auf der empirica-Studie „Spiritualität von Jugendlichen“. Aussaat, Neukirchen 2013. ISBN 978-3-7615-6017-4.
- mit Robert Badenberg, Friedemann Knödler u. a.: Evangelisation und Transformation: Zwei Münzen oder eine Münze mit zwei Seiten? Referate der Jahrestagung 2013 des Arbeitskreises für evangelikale Missiologie. VTR, Nürnberg 2013. ISBN 978-3-941750-79-1.